# José María Zárraga
José María Zárraga Martín (* 15. August 1930 in Getxo; † 3. April 2012 in Madrid) war ein spanischer Fußballspieler, Trainer und Funktionär.

## Laufbahn
Zárraga begann seine Karriere beim Klub seiner Heimatstadt Arenas de Getxo, einem historisch bedeutenden Verein, der 1919 die Copa del Rey gewonnen hatte. 1949 entdeckte ihn ein Abgesandter von Real Madrid und verpflichtete den damals 18-jährigen Basken für die Zweitmannschaft des Klubs, AD Plus Ultra. In der Jugendmannschaft der Hauptstädter verblieb Zárraga zwei Jahre lang, bevor der rechte Mittelfeldspieler von Trainer Héctor Scarone in den ersten Kader geholt wurde. Mit Real Madrid feierte er große Erfolge wie den Gewinn von sechs Meistertiteln und fünf Europapokalen der Landesmeister sowie einen Weltpokal. Seit 1958 war Zárraga zudem Kapitän von Real Madrid.

## Funktionär und Trainer
Als Trainer arbeitete Zárraga eine Saison bei Real Murcia und zwei weitere Spielzeiten beim FC Málaga, bevor er bei letzteren ins Management wechselte. Als Funktionär wirkte er sechs Jahre lang und wechselte in der Funktion des Sportdirektors danach für zwei Jahre zum FC Valencia. Seine größten Erfolge feierte er bei Deportivo Alavés, wo er u. a. die Transfers von Andoni Zubizarreta, López Rekarte, Juanjo oder Jorge Valdano aushandelte.

## Erfolge
- 5× Europapokal der Landesmeister
  - 1955/56, 1956/57, 1957/58, 1958/59, 1959/60
- 1× Weltpokal
  - 1960
- 2× Coupe Latine
  - 1955, 1957
- 6× Spanische Meisterschaft
  - 1953/54, 1954/55, 1956/57, 1957/58, 1960/61, 1961/62
- 1× Copa del Rey
  - 1961/62